# New Brooms
New Brooms è un film muto del 1925 diretto da William C. de Mille. La sceneggiatura di Clara Beranger, moglie di de Mille, si basa sull'omonimo lavoro teatrale di Frank Craven che era andato in scena a Broadway il 17 novembre 1924 al Fulton Theatre. Prodotto dalla Famous Players-Lasky Corporation e distribuito dalla Paramount Pictures, aveva come interpreti Neil Hamilton, Bessie Love, Phyllis Haver, Robert McWade, Fred Walton, Josephine Crowell, Larry Steers, James Neill.

## Trama
Thomas Bates senior vede arrivare sempre, alla fine di ogni mese, Thomas junior che gli presenta la lista delle spese mensili. Stanco di fare da ufficiale pagatore del figlio, il vecchio brontolone - come lo definisce junior - lascia che il giovane si occupi per un anno della loro fabbrica di scope nel tentativo di farne un uomo attivo e responsabile. A casa, nel frattempo, giunge Geraldine Marsh, un'amica di famiglia che è rimasta orfana e senza mezzi e che Bates assume come domestica. Tom si innamora di lei e lascia la fidanzata Florence, la quale in realtà non lo ama ma punta solo ai suoi soldi. Credendo però che tra Josephine e suo padre ci sia una storia, lui si tira indietro e fa in modo che i due possano andarsene. Passato l'anno di prova, Tom deve ammettere il proprio fallimento e chiede l'aiuto del padre. Quando anche Josephine torna, Tom scopre con gioia che non ha sposato suo padre e che è ancora libera.

## Produzione
Il film fu prodotto dalla Famous Players-Lasky Corporation.

## Distribuzione
Il copyright del film, richiesto dalla Famous Players-Lasky Corp., fu registrato il 12 ottobre 1925 con il numero LP23080. Nello stesso giorno, distribuito dalla Paramount Pictures, il film uscì nelle sale cinematografiche degli Stati Uniti.
Non si conoscono copie ancora esistenti della pellicola che viene considerata presumibilmente perduta.